# Landwirtschaftskammern
De Landwirtschaftskammern (Nederlands: Kamers van de Landbouw, LK) zijn organisaties in de negen deelstaten van Oostenrijk die de belangen van landbouwers behartigen. Lidmaatschap voor landbouwondernemers is verplicht. Binnen de Landwirtschaftskammern zijn verschillende boerenorganisaties actief. Op federaal niveau fungeert een Präsidentenkonferenz der Landwirtschaftskammern Österreichs als presidium wanneer de negen voorzitters van de regionale Landwirtschaftskammern zitting hebben en het bondsbestuur vormen.

## Sozialpartnerschaft
De Landwirtschaftskammern maken deel uit van het op het corporatisme geschroeide systeem van Sozialpartnerschaft ("Sociaal Partnerschap"), dat een belangrijke rol speelt in het vaststellen van lonen en prijzen. Aan organisaties die deel uitmaken van het Sozialpartnerschaft zijn de Arbeiterkammer (Kamer van de Arbeid, voor werknemers), de Wirtschaftskammer (Economische Kamer, voor werkgevers) en koepelorganisatie van vakbonden ÖGB.